# Respuesta educativa ante desastres naturales y cambio climático
La respuesta educativa ante desastres naturales y cambio climático implica que los sistemas educativos deben estar preparados y ser reactivos cara a las catástrofes naturales. Los conflictos armados, los desastres de origen natural y las pandemias impiden la escolarización de millones de niños y el número de afectados por estas razones sigue aumentando. En los países afectados por situaciones de crisis, los niños en edad escolar tienen dos veces más probabilidades de no asistir nunca a la escuela que sus compañeros de otros países.

## Contexto
El marco de acción para la Educación 2030 señaló que “los desastres naturales, las pandemias y los conflictos, así como los desplazamientos internos y transfronterizos resultantes, pueden dejar a generaciones completas traumatizadas, sin educación y poco preparadas para contribuir a la recuperación social y económica de su país o región”.
En caso de catástrofes naturales, como terremotos o tifones, los sistemas educativos corren el riesgo de  pérdida de vidas, daños a las instalaciones y desplazamiento, entre otras amenazas. La integración de estos riesgos en la planificación del sector educativo puede reducir los efectos potenciales. En 2017, la oficina de las Naciones Unidas para la Estrategia Internacional de Reducción del Riesgo de Desastres y la Alianza Global para la Reducción del Riesgo de Desastres y Resiliencia en el Sector de la Educación lanzaron su Marco actualizado de Seguridad Escolar. Los tres pilares de este son: instalaciones de aprendizaje seguras, gestión de catástrofes escolares, y educación para la resiliencia y reducción de riesgos.
Dentro de unos pocos decenios, el clima puede convertirse en un motivo principal de desplazamiento. Los “refugiados medioambientales” o “climáticos” son personas que deben abandonar sus hogares a causa de los efectos del cambio climático, como la elevación del nivel del mar, la sequía o la desertificación, si bien los términos que los designan no tienen aún un contenido jurídico.

## Ejemplos de respuestas ante desastres naturales y cambio climático
En Bangladés, un componente del tercer Programa de Desarrollo de la Educación Primaria se dedica a situaciones de emergencia, reconociendo los riesgos de catástrofes que enfrenta el país. Tiene por objeto llevar a la práctica una recomendación de 2011 del Grupo Consultivo local para la respuesta a situaciones de emergencia y catástrofes: desarrollar “un marco para guiar la integración de la reducción del riesgo de desastres y la educación en situaciones de emergencia dentro de la planificación e implementación sectorial”.
Muchos Estados insulares del Pacífico son conscientes de que el cambio climático entraña un riesgo creciente de catástrofes naturales, y efectúan su planificación educativa en consecuencia. En 2011, la Declaración de Política y Directrices para la preparación para catástrofes y educación en situaciones de emergencia de las Islas Salomón apuntaba a proporcionar a los alumnos entornos de aprendizaje seguros antes, durante y después de una emergencia, y hacer que todas las escuelas identificasen espacios temporales de aprendizaje y enseñanza. Para mantener la calidad educativa, todos los maestros de las zonas afectadas deberían ser capacitados en estrategias psicosociales en un plazo de dos meses a partir de la catástrofe, y deberían introducirse actividades psicosociales en todos los espacios de aprendizaje y escuelas temporales en un plazo de seis semanas.
El Marco Estratégico para la Educación 2016-2030 indica que los currículos deberían “concienciar acerca de la gestión de riesgos climáticos, ambientales, de catástrofes, de cohesión y de protección social, con miras a promover la adaptación, la sostenibilidad, la resiliencia y la inclusión/equidad”.
Para reducir su vulnerabilidad al cambio climático, algunos países ya están contemplando respuestas de carácter político. La política de “migración con dignidad” del gobierno de Kiribati forma parte de una estrategia nacional de reubicación a largo plazo. Tiene como objetivo mejorar  el nivel de cualificación de la población y proporcionarle herramientas para acceder a oportunidades de trabajo decente en el extranjero, en especial en países potenciales de acogida con poblaciones que envejecen, como Australia, Japón o Nueva Zelanda, donde se necesitarán trabajadores cualificados. La Iniciativa para las Enfermeras Kiribati-Australia, un programa de 21 millones de dólares australianos (2006-2014), proporcionó a estudiantes de Kiribati becas para adquirir competencias y experiencia en la Universidad Griffith de Brisbane (Australia), así como oportunidades de formación de enfermeras en Kiribati; brindó también apoyo a los programas de la Escuela de Enfermería de Kiribati. Una evaluación del programa encontró que la relación costo-eficacia era baja y aconsejó ampliar la gama de ocupaciones y los países involucrados.